# Pinsà de Darwin menut
El pinsà de Darwin menut (Camarhynchus parvulus) és un ocell de la família dels tràupid (Thraupidae).

## Hàbitat i distribució
Habita zones humides amb matolls i boscos en la major part de les illes Galápagos.